# Сомерсет (Огайо)
Сомерсет (англ. Somerset) — селище (англ. village) в США, в окрузі Перрі штату Огайо. Населення — 1481 осіб (2010).

## Географія
Сомерсет розташований за координатами 39°48′23″ пн. ш. 82°17′57″ зх. д. / 39.80639° пн. ш. 82.29917° зх. д. (39.806280, -82.299230).  За даними Бюро перепису населення США в 2010 році селище мало площу 3,02 км², з яких 3,01 км² — суходіл та 0,01 км² — водойми.

## Демографія
Згідно з переписом 2010 року, у селищі мешкала 1481 особа в 613 домогосподарствах у складі 354 родин. Густота населення становила 490 осіб/км².  Було 673 помешкання (223/км²).
Расовий склад населення:
| - 98,3 % — білих - 0,3 % — чорних або афроамериканців - 0,1 % — вихідців з тихоокеанських островів - 0,1 % — азіатів |

До двох чи більше рас належало 1,1 %. Частка іспаномовних становила 0,6 % від усіх жителів.
За віковим діапазоном населення розподілялося таким чином: 25,3 % — особи молодші 18 років, 57,7 % — особи у віці 18—64 років, 17,0 % — особи у віці 65 років та старші. Медіана віку мешканця становила 41,1 року. На 100 осіб жіночої статі у селищі припадало 92,3 чоловіків;  на 100 жінок у віці від 18 років та старших — 87,5 чоловіків також старших 18 років.
Середній дохід на одне домашнє господарство  становив 51 749 доларів США (медіана — 47 404), а середній дохід на одну сім'ю — 62 337 доларів (медіана — 58 625). За межею бідності перебувало 13,3 % осіб, у тому числі 10,5 % дітей у віці до 18 років та 12,1 % осіб у віці 65 років та старших.
Цивільне працевлаштоване населення становило 601 осіб. Основні галузі зайнятості: освіта, охорона здоров'я та соціальна допомога — 18,5 %, виробництво — 16,8 %, науковці, спеціалісти, менеджери — 12,1 %, роздрібна торгівля — 9,7 %.